# Interstate 75
Die Interstate 75 (Abkürzung I-75) ist ein Interstate Highway im Mittleren Westen und Südosten der Vereinigten Staaten. Er führt von den Florida State Roads 826 und 924 bei Hialeah in Florida, westlich von Miami, nach Sault Ste. Marie in Michigan an der kanadischen Grenze.

## Längen
| Meilen | km    | Staat     |  |
|        |       |           |  |
| 471    | 757   | Florida   |  |
| 355    | 571   | Georgia   |  |
| 161    | 259   | Tennessee |  |
| 192    | 309   | Kentucky  |  |
| 211    | 340   | Ohio      |  |
| 396    | 637   | Michigan  |  |
|        |       |           |  |
| 1.786  | 2.874 | Total     |  |

## Geschichte
Die Interstate wurde in den 1950er Jahren geplant. Im selben Zeitraum wurde auch mit dem Bau begonnen. Zusammen mit den U.S. Highways 2, 27, 25 und 41, die zum Teil heute noch existieren, wurde der alte Dixie Highway ersetzt. Die Fertigstellung der letzten Abschnitte der I-75 erfolgte 1986 in den Counties Dade und Broward (beide Florida).

### Besonderheit
Am Vormittag des 11. Dezember 1990 ereignete sich auf der I-75 in beiden Fahrtrichtungen nahe Calhoun, Tennessee (dem tiefsten Punkt der Straße) der bislang größte Straßenverkehrsunfall (Massenkarambolage) der Vereinigten Staaten: Aufgrund Nebels durch eine  Inversionswetterlage verunfallten 99 Kfz, wobei 12 Menschen starben und 42 verletzt wurden. Der Nebel war jedoch kein natürliches Phänomen. Dafür war der Nebel zu dicht. In der Nähe gab es mehrere Fabriken. Der Nebel soll in einer Papierfabrik entstanden sein. Der Wind wehte den Nebel zur Straße.

## Wichtige Städte entlang der Interstate 75

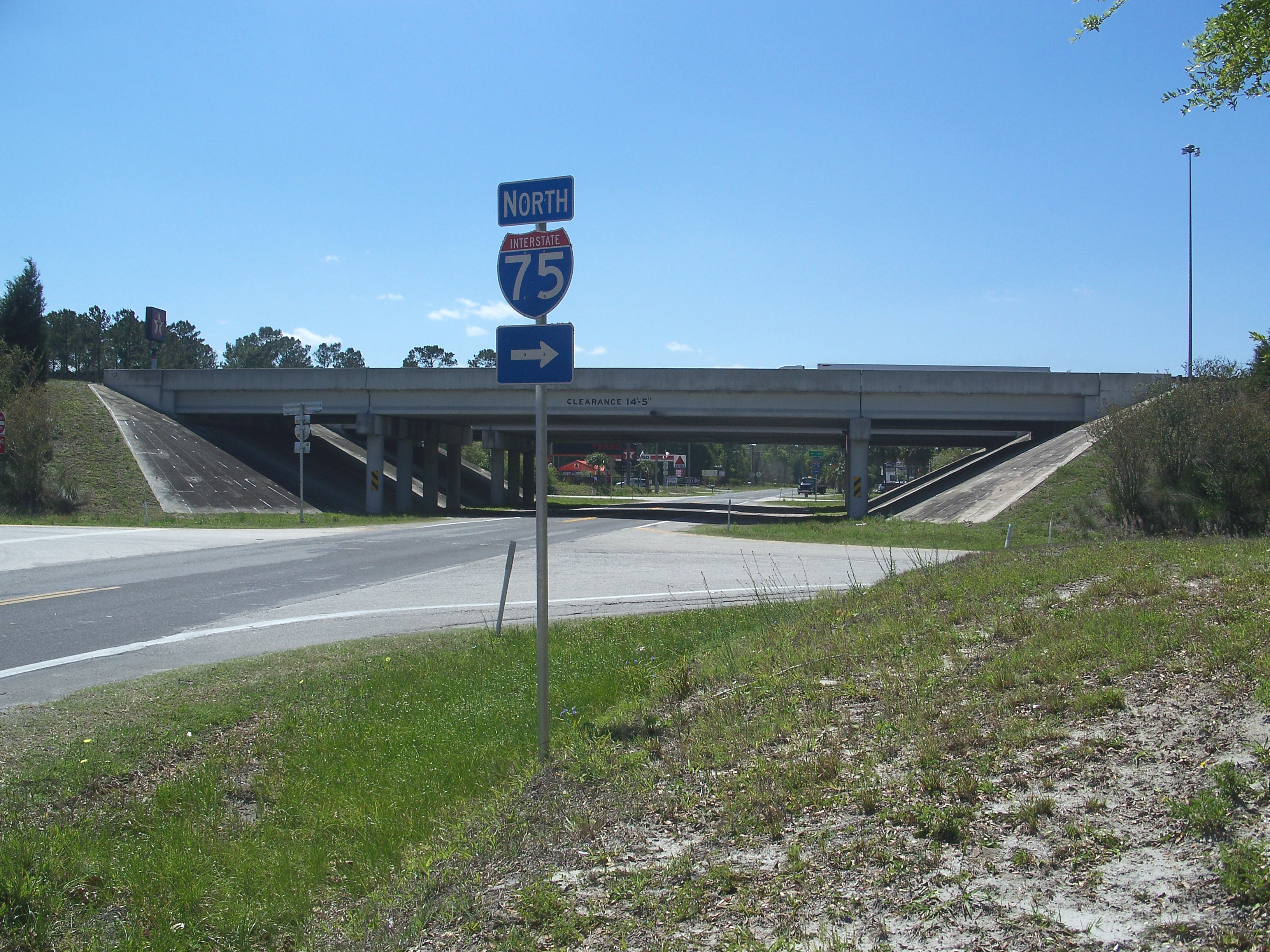
Auffahrt I-75 in Florida

- Miami (Florida)
- Naples (Florida)
- Fort Myers (Florida)
- Sarasota (Florida)
- Tampa (Florida)
- Ocala (Florida)
- Gainesville (Florida)
- Lake City (Florida)
- Valdosta (Georgia)
- Macon (Georgia)
- Atlanta (Georgia)
- Marietta (Georgia)
- Chattanooga (Tennessee)
- Knoxville (Tennessee)
- Lexington (Kentucky)
- Cincinnati (Ohio)
- Dayton (Ohio)
- Toledo (Ohio)
- Detroit (Michigan)
- Flint (Michigan)
- Saginaw (Michigan)
- St. Ignace (Michigan)
- Sault Ste. Marie (Michigan)

## Zubringer und Umgehungen
- Interstate 175, Interstate 275 und Interstate 375 bei Tampa/Saint Petersburg
- Interstate 475 bei Macon
- Interstate 675 bei Atlanta
- Interstate 575 bei Nelson
- Interstate 275 bei Knoxville
- Interstate 275 bei Cincinnati
- Interstate 675 bei Dayton
- Interstate 475 bei Toledo
- Interstate 275 und Interstate 375 bei Detroit
- Interstate 475 bei Flint
- Interstate 675 bei Saginaw
- Florida’s Turnpike (Florida State 821)